# Brucciano
Brucciano è una frazione del comune di Molazzana, in Garfagnana, nella provincia di Lucca.
Si trova tra il torrente di Petrosciana e la Turrite di Castelnovo. Si trova a 600 m s.l.m, in posizione panoramica.
La chiesa parrocchiale è intitolata a san Sisto.